# Zirkus Sardam
Zirkus Sardam (Zirkus Šardam) ist ein Theaterstück des russischen Autors Daniil Charms.
Das Stück besteht aus zwei Akten. Das Stück ist für ein Marionettentheater konzipiert worden. Dabei erschien das Stück das erste Mal 1992 in der russischen Zeitschrift Sovremenaja dramaturgija (Zeitgenössische Dramatik).

## Handlung

### I. Akt
Das Stück spielt in einem Puppenzirkus. Ein Direktor tritt auf und möchte mit der Vorstellung beginnen. Dabei wird er gestört von Vertunov, der für den Direktor lästige Kommentare abgibt. Der Direktor stellt Vertunov zur Rede. Daraufhin stellt sich heraus, dass Vertnuov für den Puppenzirkus arbeiten möchte. Vertunov bietet dem Direktor verschiedene Dinge an, die er (angeblich) kann, darunter dass er fliegen, bellen, auf einem Bein stehen, grunzen und wiehern könne. Doch alles gelingt Vertunov nicht, so dass der Direktor ihn aus der Manege schickt. Dann beginnt die Vorstellung.

#### 1
Der Reiter Robert Roberovič Lepjochin tritt auf, danach ein Clown. Als diese ihre Vorführung beendet haben, tritt noch einmal Vertunov auf und möchte zeigen, wie eine Fliege fliegt. Aber auch das scheitert kläglich.

#### 2
Die zweite Nummer ist die Seiltänzerin Ballerina Arabella Muhlen-Puhlen, danach wieder der Clown.

#### 3
Daraufhin tritt der Akrobat Lüfte Volodja Kablukov auf und wieder der Clown. Der Direktor und der Clown beginnen ein Streitgespräch darüber, ob der Akrobat Volodja Kablukov oder Serjoza Petrakov heißt. Dabei tritt Vertunov wieder auf. Er hat nun wieder eine neue Idee und möchte eine Ziege auf allen vieren imitieren. Doch der Direktor schickt ihn nach draußen.

#### 4
Die Nächsten sind die Bodenakrobaten Kruškin und Kluškin. Diese Nummer verläuft störungsfrei.

#### 5
Die nächste Künstlerin ist Mathilda Huu-is-huu. Allerdings muss der Direktor niesen, bevor er seine Ankündigung beenden kann. Vertunov wünscht ihm Gesundheit. Er kommt nun mit dem Vorschlag, dass er Hüpfen könne.

#### 6
Der nächste Künstler ist der philippinische Jongleur mit Namen Am gam Kaba laba Saba laba Saba gib tschip lib Tschiki kiki Kuki luki Tschuch schuch Sdugr pugr Of of Prrr. Allerdings kommt anstatt des Jongleurs mit dem langen Namen wieder Verunov auf die Bühne. Wieder lässt der Direktor ihn nichts vorführen. Stattdessen wirft der Jongleur einen großen Luftballon in die Luft, der, als er zerplatzt, den Clown zum Vorschein bringt. Dieser ärgert den Direktor durch einen Schlag mit einem Blumenstrauß.

#### 7
Als Nächstes wird der Kraftmensch Paramon Ogurcov angekündigt. Allerdings tritt wieder Vertunov auf, doch diesmal lässt der Direktor ihn nach vorne gehen mit der Absicht, dass ihn der Kraftmensch Vertunov auf den Kopf haut. Dieser verschwindet daraufhin im Boden.

### II. Akt
Der Direktor kommt auf die Bühne und erklärt, dass die nächste Nummer in einem während der Pause aufgebauten gläsernen Aquarium stattfinden wird und auch ein dressierter Haifisch auftreten wird. Doch krabbelt Vertunov aus dem Loch im Boden und bittet darum singen zu dürfen. Dem Direktor wird schlecht und er fällt in Ohnmacht und schlägt mit dem Kopf ein Loch in das Aquarium, woraufhin die Bühne überflutet wird und das ganze Szenario nun unter Wasser stattfindet.
Es erscheint Mathilda Huu-is-huu mit ihrem dressierten Haifisch, der in einen Käfig gesperrt ist. Sie will sich auf den Weg machen, um dem Haifisch ein Kamel zu holen, wobei sie der Direktor begleitet. Der Käfig bleibt alleine auf der Bühne stehen. Nun kommt Vertunov herbeigeschwommen und setzt sich unabsichtlich auf den Hebel des Käfigs, woraufhin sich dieser öffnet und der Haifisch entkommt. Nachdem der Direktor dies bemerkt verfällt er in Panik und will den Clown und Vanja Kluksin warnen. Diese verstehen ihn allerdings so, dass Mathilda dabei ist alle Anwesenden, inklusive des Haifisches, zu fressen.
Vertunov sucht derweil im Boden nach dem Loch, das er zuvor verursacht hat und säubert dieses. Bevor aber das Wasser durch das jetzt freigelegte Loch abfließen kann, wird Vertunov vom Haifisch gefressen.
Nachdem das Wasser verschwunden ist liegt der tote Haifisch auf dem Boden und der Direktor tritt auf und entwarnt das Publikum vor dem Haifisch, dem er demonstrativ einen Tritt versetzt. Doch dringt eine Stimme aus dem Kadaver und Vertunov klettert aus dem leblosen Körper. Er möchte diesmal einen Kopfstand zeigen und ruft Vanja Kluskin herbei, der dieses Kunststück vorzeigt. Es erscheint Mathilda, wodurch Vanja aus Furcht umfällt und ängstlich um sein leben fleht. Der Direktor glaubt Vanja hätte Angst vor ihm, da er im Kopfstand umgefallen ist. Mathilda geht, um ihm etwas Wasser zu holen. Nun kommt der Clown herbei, der ebenfalls einen Kopfstand macht, aber, nachdem Mathilda mit dem Wasser zurückkommt, ebenfalls umfällt. Doch wird das Missverständnis sogleich aufgelöst. Nachdem Vertunov erklärt, dass er alle gerettet hat, indem er das Wasser hat abfließen lassen, wird er in die Truppe des Zirkusses aufgenommen, um zum Clown, Akrobat, Sänger und Tänzer ausgebildet zu werden.
Es tritt der Luftakrobat Volodja Kablukov auf. Schließlich erlaubt der Direktor Vertunov zusammen mit Kruskin und Kluskin aufzutreten.

## Interpretation
Wie so viele Stücke von Daniil Charms spielen sie extrem mit der Unaufführbarkeit und den Grenzen des Theaters. Dabei lässt Charms auch beim Zirkus Sardam die Story ins Absurde treiben und Unmögliches geschehen.

## Ausgaben
- Zirkus Šardam; aus dem Russischen von Peter Urban; illustriert von Horst Hussel; mit einem Nachwort von Polina Barskova, Berlin : Friedenauer Presse, Matthes & Seitz, 2024, ISBN 978-3-7518-8016-9